# Josef Šejbl
Josef Šejbl (3. března 1909 Poběžovice u Holic – 26. března 1982 Toronto) byl válečný pilot, velitel 311. československé bombardovací peruti RAF, major československého letectva (generálmajor in memoriam).

## Život
Absolvoval obchodní akademii v Chrudimi a pracoval jako účetní. V rámci vojenské základní služby vystudoval školu pro důstojníky letectva v záloze, v Prostějově. Poté absolvoval Vojenskou akademii v Hranicích (1931–1933), ze které byl vyřazen s hodností poručíka pěchoty. Byl zařazen k 20. pěšímu pluku v Michalovcích, odkud byl (na jeho žádost) přeřazen k 3. leteckému pluku, kde byl leteckým pozorovatelem. Pilotní výcvik absolvoval v Prostějově v roce 1938. 
Po německé okupaci Čech, Moravy a Slezska ilegálně emigroval dne 13. července 1939 do Polska a odtud do Francie, kde prodělal další výcvik a přeškolení. V červnu 1940 odcestoval do Velké Británie, kde dne 2. srpna 1940 byl zařazen do 311. československé bombardovací peruti RAF. Dne 29. září 1942 byl jeho letoun s šestičlennou posádkou nad Biskajským zálivem sestřelen; pět přeživších letců (mezi nimi Josef Šejbl) bylo zraněno; zachráněni byli námořní záchrannou službou. Po té rok působil na Inspektorátu československého letectva. V období od 3. února 1944 do 1. září 1944 byl velitelem 311. československé bombardovací peruti RAF. Dne 1. září 1944 byl opět přidělen k Inspektorátu československého letectva.
Po 2. světové válce studoval Vysokou školu válečnou v Praze (do 13. 7. 1946), působil jako náčelník štábu 2. leteckého sboru v Českých Budějovicích (do 30. 9. 1947), odtud byl přeřazen k Vysoké škole válečné. Dne 19. 4. 1948 byl odeslán na zvláštní dovolenou. Dne 25. 9. 1948 i s rodinou ilegálně emigroval. Působil ve Velké Británii, na Kypru a v Egyptě. V roce 1956 emigroval do Kanady.

## Vyznamenání
- Československý válečný kříž 1939 (4x)
- Československá medaile Za chrabrost před nepřítelem (2x)
- Československá medaile za zásluhy I. stupně
- Pamětní medaile československé armády v zahraničí se štítky Francie a Velká Británie
- Záslužný letecký kříž (Spojené království)
- Evropská hvězda leteckých osádek (anglicky Air Crew Europe Star)
- Hvězda Atlantiku (anglicky Atlantic Star)
- Britská medaile Za obranu